# McDonnell Douglas DC-X

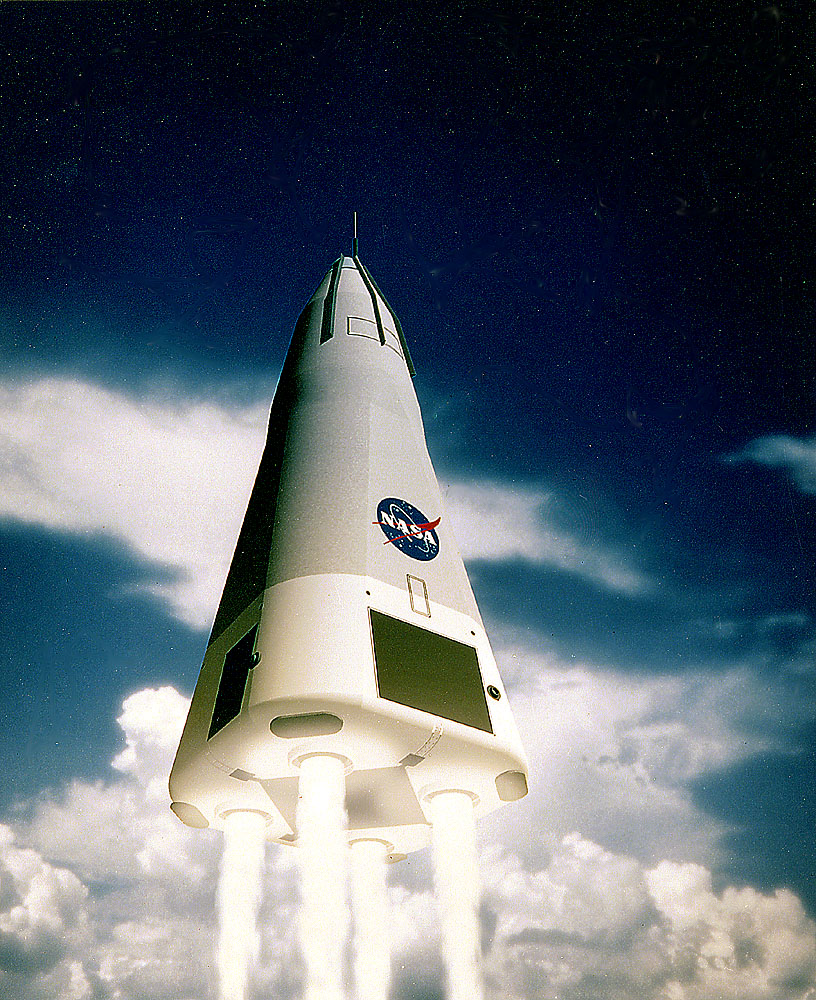
McDonnell Douglas DC-XA, concept de lanceur réutilisable.

Le DC-X, abréviation pour Delta Clipper ou Delta Clipper Experimental, était un prototype de lanceur orbital monoétage non habité, à décollage et atterrissage vertical, réutilisable, construit par McDonnell Douglas en collaboration avec l'Initiative de défense stratégique du département de la Défense des États-Unis de 1991 à 1993. Après cette période, de 1994 à 1995, les essais se sont poursuivis grâce au financement de l'agence spatiale civile américaine, la NASA. En 1996, le DC-X a été complètement transféré à la NASA, qui en a amélioré la conception pour une meilleure performance, créant le DC-XA. Le projet a été abandonné en 1997 après un crash.

## Historique
Selon l'écrivain Jerry Pournelle : « Le DC-X a été conçu dans mon salon et vendu au président du National Space Council Dan Quayle par le général Graham (en), Max Hunter (en) et moi. » D'après Max Hunter, cependant, il s'était efforcé de convaincre Lockheed-Martin de la valeur du concept pendant plusieurs années avant de prendre sa retraite. En 1985, Hunter écrit un article intitulé The Opportunity (L'opportunité), précisant le concept d'un lanceur mono-étage construit à moindre coût à l'aide de pièces disponibles sur le marché et de techniques déjà développées, « sur étagère », mais Lockheed-Martin n'est pas suffisamment intéressé pour financer un tel programme.
Le 15 février 1989, Pournelle, Graham et Hunter parviennent à rencontrer le vice-président Dan Quayle. Ils vendent l'idée à l'IDS, argumentant que tout système d'armes basées dans l'espace devrait pouvoir être desservi par un engin spatial beaucoup plus fiable que la navette spatiale américaine, offrant des coûts de lancement plus bas avec de bien meilleurs temps de rotation. Ils font valoir qu'un tel engin devrait être mono-étage, toute autre conception de lanceur requérant une reconstruction entre chaque lancement, opération longue et coûteuse, sauf si les éléments éjectés sont très simples ou jetables. L'utilisation de pièces non-réutilisables de moindre coût est certainement possible, comme en témoigne le réservoir externe de la navette spatiale américaine (qui s'est finalement révélé très coûteux), mais cela implique des mesures de sécurité au moment du tir pour s'assurer que les parties ne tombent pas sur des zones habitées. Seule une conception Single-stage-to-orbit (SSTO) permet d'éviter tous ces problèmes, bien que la construction et la phase de test nécessaire pour obtenir des engins de faible poids soient plus coûteuses.
Compte tenu des incertitudes de la conception, le plan de base était de produire un véhicule d'essai volontairement simple et de « voler un peu, casser un peu » (conception itérative) en vue d'acquérir de l'expérience avec un engin rapidement réutilisable. Une fois l'expérience acquise avec le premier véhicule, un plus grand prototype serait construit pour les essais sub-orbitaux et orbitaux. Enfin un véhicule commercialement acceptable serait développé à partir de ces prototypes. Conformément à la terminologie générale de l'aéronautique, ils ont proposé que le petit prototype soit être appelé le « DC-X », « X » pour « expérimental ». Il serait suivi par le « DC-Y », « Y » étant la désignation de l'USAF pour les avions d'essai et les prototypes de pré-production. Enfin, la version de production serait nommée « DC-1 ». Le nom « Delta Clipper » a été choisi délibérément pour aboutir à l'acronyme « DC », un hommage au célèbre avion DC-3, qui rendit le prix des voyages aériens abordable.
Le véhicule est inspiré des conceptions de l'ingénieur de McDonnell Douglas, Philip Bono (en), qui considérait les lanceurs VTVL orbitaux monoétages comme l'avenir du voyage spatial. Le Delta Clipper était très similaire au véhicule Douglas SASSTO (en) de Bono de 1967. Bono est mort moins de trois mois avant le premier vol d'essai du DC-X.

## Cahier des charges de l'IDS
L'IDS exigeait « une fusée suborbitale récupérable capable de soulever jusqu'à 1361 kg de charge utile à une altitude de 457 km ; avec retour au site de lancement pour un atterrissage en douceur précis ; avec la capacité lancer une autre mission dans les trois à sept jours ».

## Concept

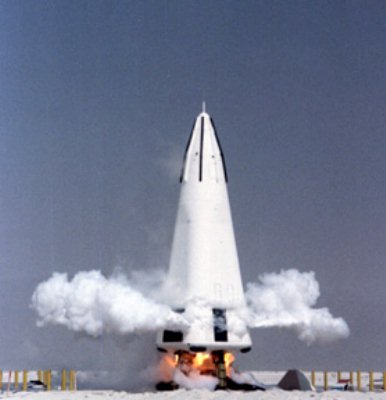
Le Delta Clipper Advanced.

Construit comme un prototype à l'échelle d'un tiers, le DC-X n'a jamais été conçu pour atteindre une altitude orbitale ou une grande vitesse, mais plutôt à démontrer le concept de décollage et d'atterrissage à la verticale. Le concept de décollage et d'atterrissage à la verticale était populaire dans la science-fiction des années 1950 (Vingt-quatre heures chez les Martiens, Destination... Lune !, Objectif Lune, etc.), mais n'existait pas dans les conceptions du monde réel. DC-X est toutefois inspiré des travaux de l'ingénieur Philip Bono (en) qui a proposé plusieurs gros lanceurs pouvant transporter des passagers d'un point à un autre de la Terre.
Il décolle verticalement comme une fusée standard, mais atterrit aussi à la verticale, pointe en haut. Cette conception utilise des propulseurs de contrôle d'attitude et des rétrofusées pour contrôler la descente, permettant à l'engin de commencer sa descente le nez en avant, puis d'effectuer une manœuvre de retournement pour se poser sur ses pieds d'atterrissage à sa base. L'engin peut être ravitaillé en carburant là où il a atterri et prendre un nouvel envol à partir de la même position - une caractéristique permettant des délais entre utilisations sans précédent.
En théorie, une rentrée « pointe en l'air » serait plus facile à réaliser. La base de l'engin ayant déjà besoin d'un certain niveau de protection pour supporter la chaleur dégagée par les propulseurs, ajouter un bouclier serait assez facile à concevoir. Plus important encore, la base de l'engin est beaucoup plus grande que la zone du nez, ce qui conduit à des pics de températures inférieurs puisque la charge de chaleur est répartie sur une zone plus vaste. Enfin, ce profil ne nécessite pas que le vaisseau spatial se retourne pour l'atterrissage.
La fonction militaire de l'engin a rendu cela impossible. Une exigence de sécurité voulue pour les engins spatiaux est la capacité à abandonner une mission, c'est-à-dire atterrir, après seulement une orbite. Une orbite basse typique prend environ 90 à 120 minutes, la Terre tournera vers l'est d'environ 20 à 30 degrés pendant cette période, soit pour un lancement à partir du sud des États-Unis, d'environ 1 500 miles (2 400 km). Si l'engin est lancé vers l'est ce n'est pas un problème, mais pour les orbites polaires requise pour les satellites militaires, lorsque l'orbite est complétée, l'engin survole un point loin à l'ouest du site de lancement. Afin de retourner au site de lancement, l'engin doit avoir une grande maniabilité, ce qui est difficile à gérer avec une grande surface lisse. La conception du Delta Clipper utilise donc un nez de rentrée à faces planes sur le fuselage et de grands volets (« flaps ») pour contrôler sa trajectoire et sa descente. L'expérience d'une telle rentrée, élément majeur du projet, n'a jamais été tentée.
Un autre objectif du projet DC-X était de minimiser l'entretien et le soutien au sol. À cette fin, l'opération était fortement automatisée et ne nécessitait que trois personnes au centre de contrôle (deux pour les opérations de vol et l'autre pour le soutien au sol). D'une certaine manière, le projet DC-X a moins porté sur la recherche technologique que sur les opérations.

## Essais

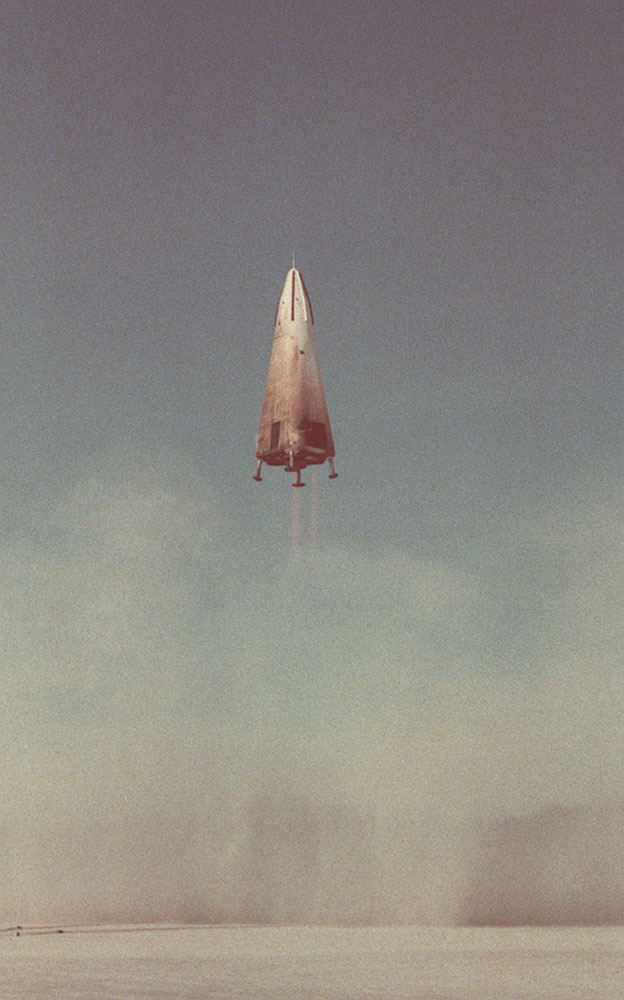
Premier vol.

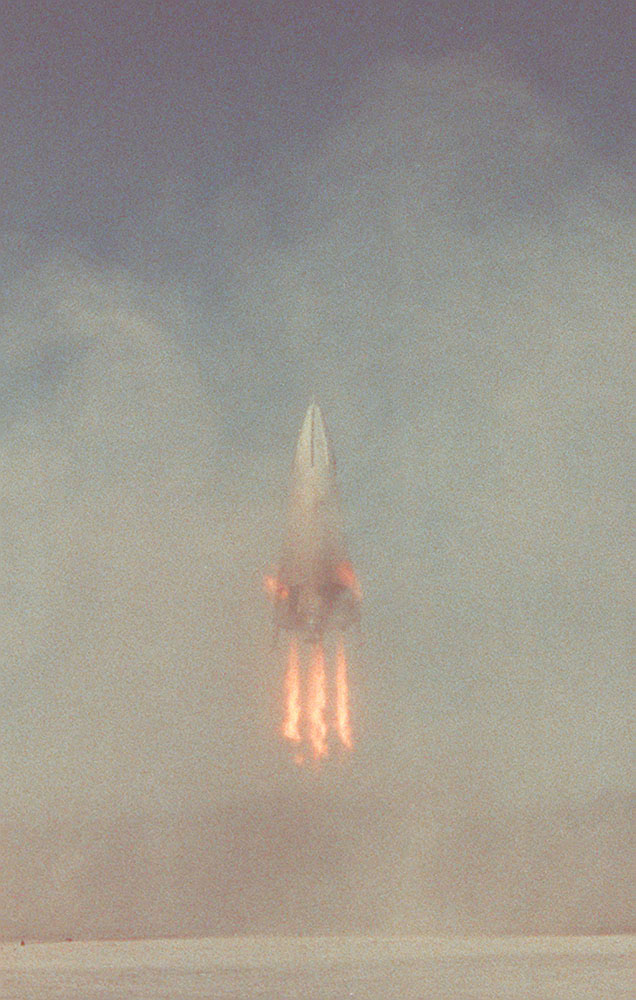
Premier atterrissage.

La construction du DC-X commence en 1991 à l'usine de montage McDonnell Douglas d'Huntington Beach. Le bouclier de protection est construit par Scaled Composites, mais la majorité de l'engin spatial est construite à partir de pièces commerciales disponibles sur le marché et déjà testées (dans d'autres programmes), y compris les moteurs et les systèmes de contrôle de vol.
Le DC-X effectue son premier vol, qui dure 59 secondes, le 18 août 1993, marquant la première fois qu'une fusée atterrissait verticalement sur Terre. Il effectue deux autres vols, le 11 et le 30 septembre 1993, lorsque le financement est stoppé, effet secondaire de la liquidation du programme Initiative de défense stratégique. En outre, le programme était très critiqué par ses détracteurs. L'astronaute Pete Conrad est au centre de contrôle au sol pour certains vols. Ces tests ont été menés au White Sands Missile Range au Nouveau-Mexique.
Un financement supplémentaire est cependant accordé par la NASA et l'Advanced Research Projects Agency (ARPA) et le programme d'essais redémarre le 20 juin 1994 avec un vol de 136 secondes. Le vol suivant, le 27 juin 1994, connaît une explosion (mineure), mais l'engin exécute avec succès un arrêt de mission et un atterrissage automatique. Les tests redémarrent après la réparation des dommages et trois autres vols sont effectués : le 16 mai 1995, le 12 juin, et le 7 juillet. Lors du dernier vol, un atterrissage brutal endommage le bouclier de l'engin. À ce stade, le financement pour le programme est déjà coupé et il n'y a pas de fonds pour effectuer les réparations nécessaires. Le record d'altitude du DC-X était de 2 500 m, établi lors de son dernier vol le 7 juillet 1995.
À ce stade, la NASA accepte de reprendre le programme. Au concept original du démonstrateur DC-X, la NASA applique une série de mises à jour majeures pour tester de nouvelles technologies. En particulier, le réservoir d'oxygène est remplacé par une citerne plus légère construite en un alliage d'aluminium–lithium et provenant de Russie (soudée par friction-malaxage), et le réservoir de carburant est remplacé par une nouvelle conception en matériaux composites graphite-époxy. Selon Bob Hartunian (ancien spécialiste de cryo-citernes McDonnell Douglas et Boeing), le réservoir de fabrication russe était de qualité médiocre, avait « des défauts de soudure de 16 pouces (41 cm) de long, et il y avait d'autres questions qui, selon les normes américaines, pourraient l'empêcher de voler ». Le système de contrôle est également amélioré. Le véhicule est renommé DC-XA, rebaptisé Clipper Advanced/Clipper Graham, et les vols reprennent en 1996.
Lors du premier vol du 18 mai 1996, un incendie mineur se déclare lorsque l'atterrissage, volontairement lent, entraîne une surchauffe du bouclier. Les dommages sont rapidement réparés et le véhicule peut voler encore deux fois, les 7 et 8 juin, à un intervalle de 26 heures. Lors du second de ces vols, le 8 juin, le véhicule culmine à 3 140 mètres et pendant 142 secondes, soit les meilleures performances jamais réalisées par l'engin. De plus, lors du vol du 8 juin, le véhicule a exécuté la première manœuvre de rotation prévue pour une fusée, effectuée avec succès avant un atterrissage en douceur propulsé.
Le vol suivant, le 31 juillet 1996, s'avérera être son dernier. À l'atterrissage, un pied ne s'est pas déployé à cause d'une ligne hydraulique déconnectée, le DC-XA bascule sur le flanc et un des réservoirs d'oxygène liquide se fissure, entraînant une fuite qui alimentera un incendie qui a gravement brûlé le DC-XA, causant des dommages tels que les réparations étaient inapplicables,.
Dans un rapport après l'accident, la Brand Commission de la NASA pointera la responsabilité de l'accident sur une équipe qui rencontrait de gros problèmes de financement. Nombre d'entre eux venaient du programme SDIO et se montraient très critiques du manque d'enthousiasme de la NASA pour le programme. La NASA avait pris le projet à contrecœur. Issu de l'Initiative de défense stratégique, un programme militaire, celui-ci était devenu le sujet de manœuvres et d'affrontements « politiques » au sein de la NASA, à cause notamment de sa concurrence avec leur projet « maison » X-33 / VentureStar. Pete Conrad fixe alors le prix d'un nouveau DC-X à 50 millions de dollars, mais la NASA décide alors de ne pas reconstruire l'engin à la lumière des contraintes budgétaires,.
La NASA axera plutôt son travail sur le développement du VentureStar de Lockheed Martin qui, selon elle, répond à certaines critiques du DC-X ; de nombreux ingénieurs de la NASA préféraient notamment le principe de l'atterrissage horizontal du VentureStar à l'atterrissage vertical du DC-X. Ce projet sera lui-même annulé quelques années plus tard.

## Caractéristiques
Les caractéristiques techniques du DC-X sont :
- hauteur : 12 mètres ;
- diamètre : 4,1 m à la base, forme conique
- masse à sec : 9 100 kg ;
- masse au décollage : 18 900 kg ;
- propergols : oxygène et hydrogène liquides ;
- moteurs : quatre moteurs-fusées RL-10A-5 orientables de +/-8 degrés ;
- poussée des moteurs : 6 100 kgf, modulable de 30 % à 100 % ;
- commandes de réaction : quatre propulseurs à oxygène et hydrogène gazeux de 2 000 N de poussée ;
- avionique de guidage, navigation et contrôle : ordinateur avancé 32 bits, 4,5 mips, système de navigation d'un F-15 avec gyrolaser. Ensemble accéléromètre et gyroscope provenant d'un F/A-18. Récepteur GPS de code P(Y). Système de télémétrie de données numériques. Altimètre radar ;
- système hydraulique : système hydraulique standard de type avion pour entraîner les cinq volets aérodynamiques du véhicule et les huit actionneurs de cardan moteur (deux par moteur) ;
- matériaux de construction : bouclier thermique de base en composite époxy graphite avec revêtement spécial de protection thermique à base de silicone, réservoirs de propulseur principaux en alliage d'aluminium-lithium 2219, principaux supports structurels en aluminium, train d'atterrissage en acier et titane.

## Coût
Le DC-X original a été construit en 21 mois pour un coût de 60 millions de dollars.

## Héritage du DC-X
Plusieurs ingénieurs ayant travaillé sur le DC-X ont depuis été embauché par Blue Origin. Leur véhicule suborbital New Shepard, basé sur le design DC-X, ne nécessite pas les performances du DC-X : il n'effectue pas la manœuvre de retournement. Le DC-X est également une source d'inspiration pour de nombreux éléments des engins spatiaux d'Armadillo Aerospace, de Masten Space Systems, et de TGV Rockets. Indirectement, il influence Elon Musk (par l'intermédiaire de Masten) pour son programme de développement de lanceurs réutilisables de SpaceX qui débouche sur les retours propulsés des premiers étages des lanceurs Falcon 9.
Certains ingénieurs de la NASA estiment que le DC-X pourrait constituer une solution pour l'atterrissage d'un équipage sur Mars. Si un vaisseau spatial de type DC fonctionnant en gravité terrestre, même avec seulement une capacité limitée à un équipage de 4 à 6 personnes, pouvait être mis au point, les variantes de celui-ci pourraient se révéler plus capacitaires pour des missions sur Mars ou sur la Lune, avec une gravité plus faible. Le programme d'une telle variante devrait être inversé : du décollage/atterrissage à un atterrissage d'abord, puis décollage.
Quelques modifications de conception proposées comprennent l'utilisation d'une combinaison oxydant/combustible qui ne nécessite pas le soutien au sol relativement important requis pour les ergols classiques (hydrogène liquide et oxygène liquide), et l'ajout d'un cinquième pied pour une meilleure stabilité pendant et après l'atterrissage. En 2006, le programme Centennial Challenges (en) de la NASA a annoncé un Northrop Grumman Lunar Lander Challenge suborbital, compétition pour construire une fusée à décollage et atterrissage vertical (Vertical Takeoff, Vertical Landing ou VTVL) ayant la même delta-v qu'un véhicule capable d'atterrir sur la Lune et l'exploiter dans des conditions de concurrence. Le prix a été remporté par Masten Space Systems et Armadillo Aerospace en 2009.